# متروی میلان
مترو میلان (ایتالیایی: Metropolitana di Milano) سیستم قطار شهری زیرزمینی در شهر میلان، ایتالیا است.
این مترو که در سال ۱۹۶۴ تأسیس شده، دارای ۵ خط، ۱۲۵ ایستگاه و ۱۰۱ کیلومتر طول می‌باشد.

## نگارخانه

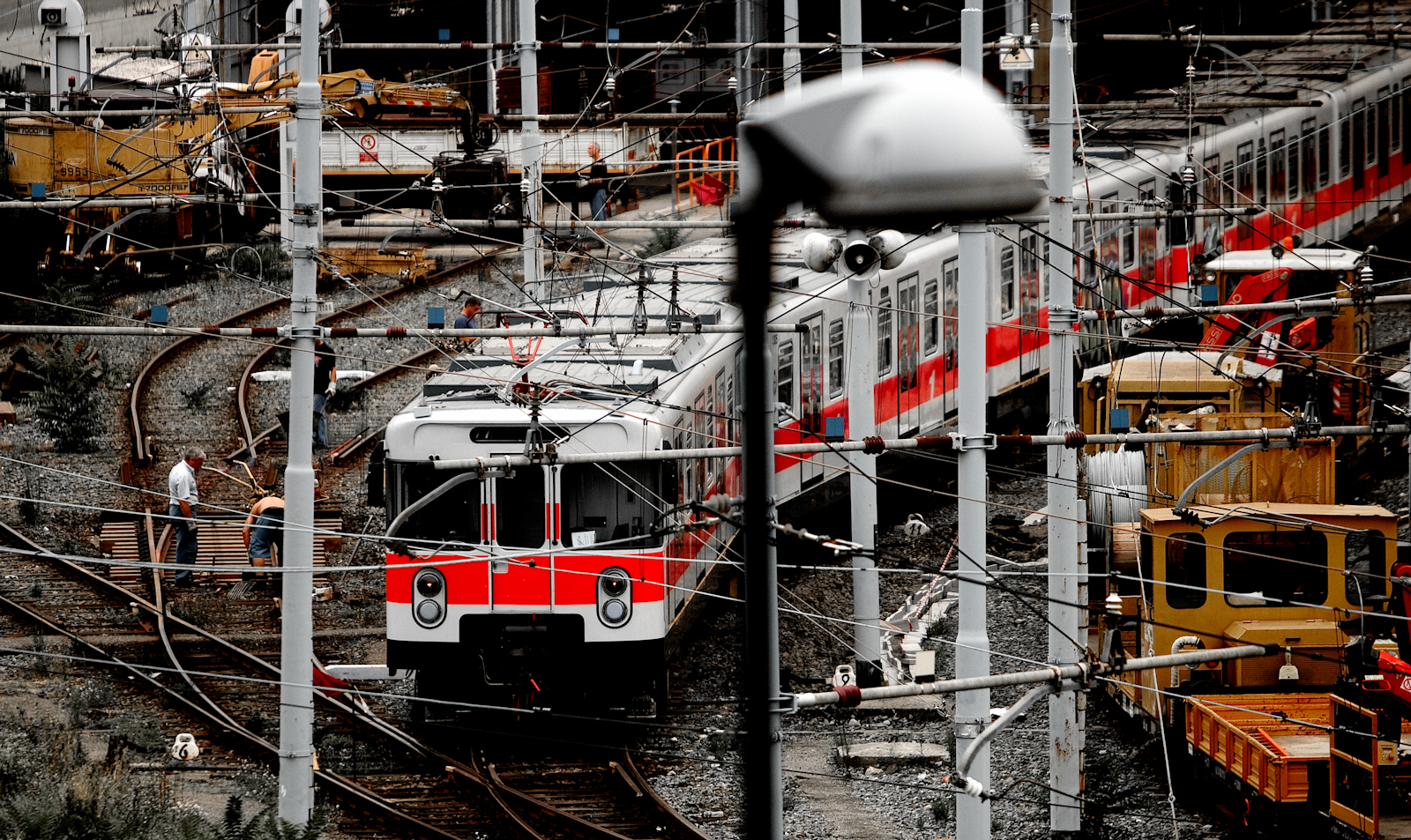
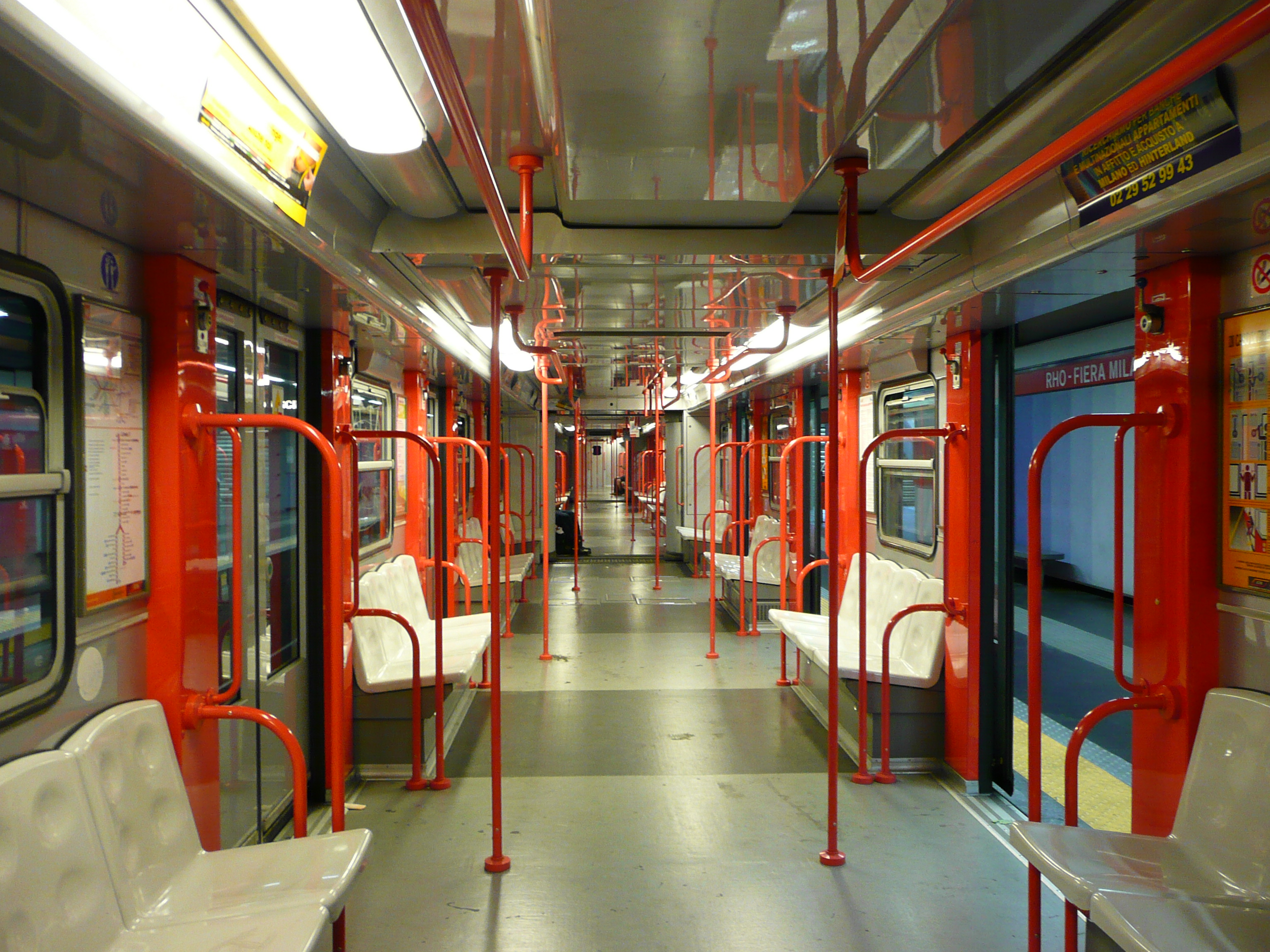
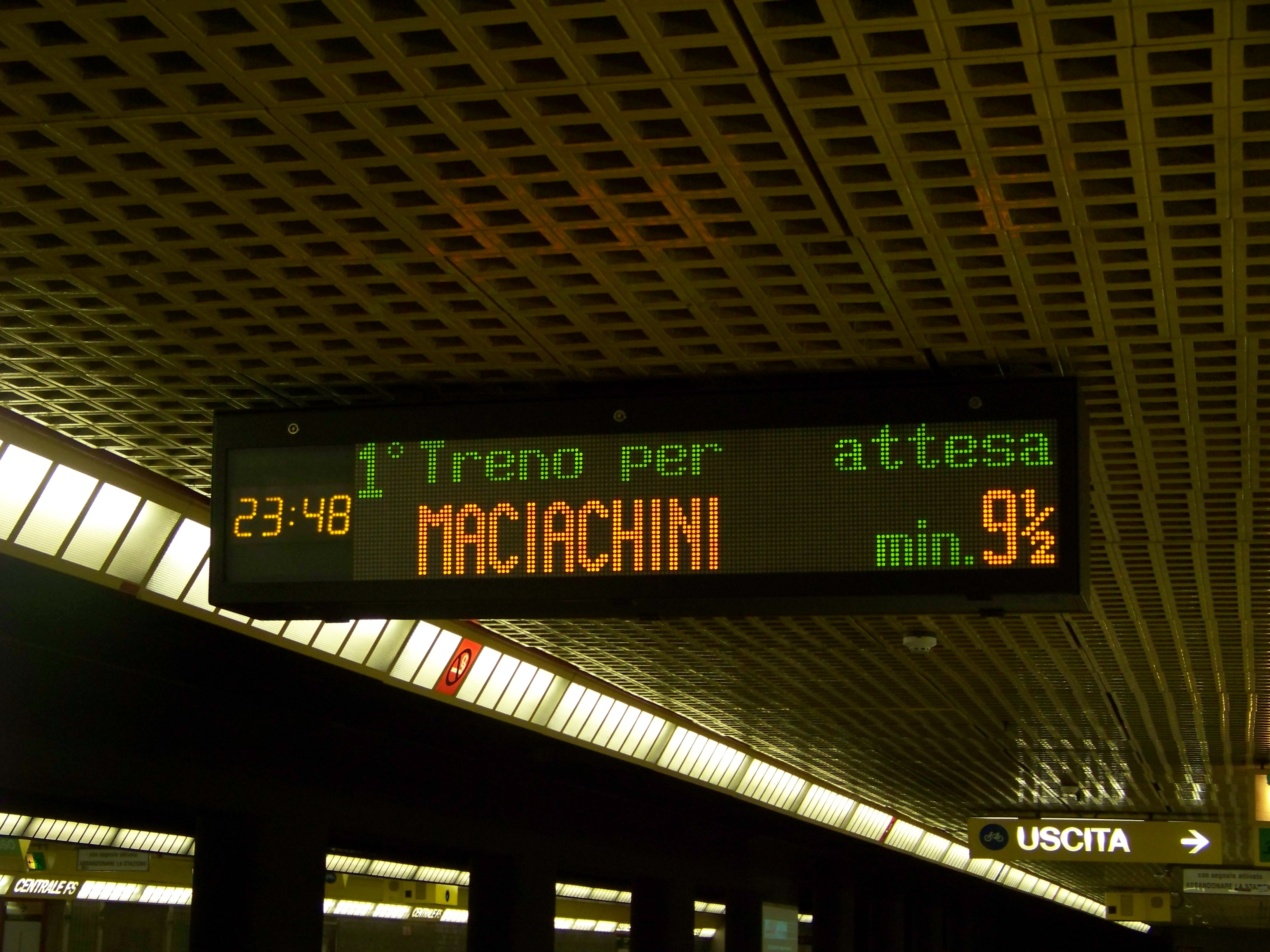
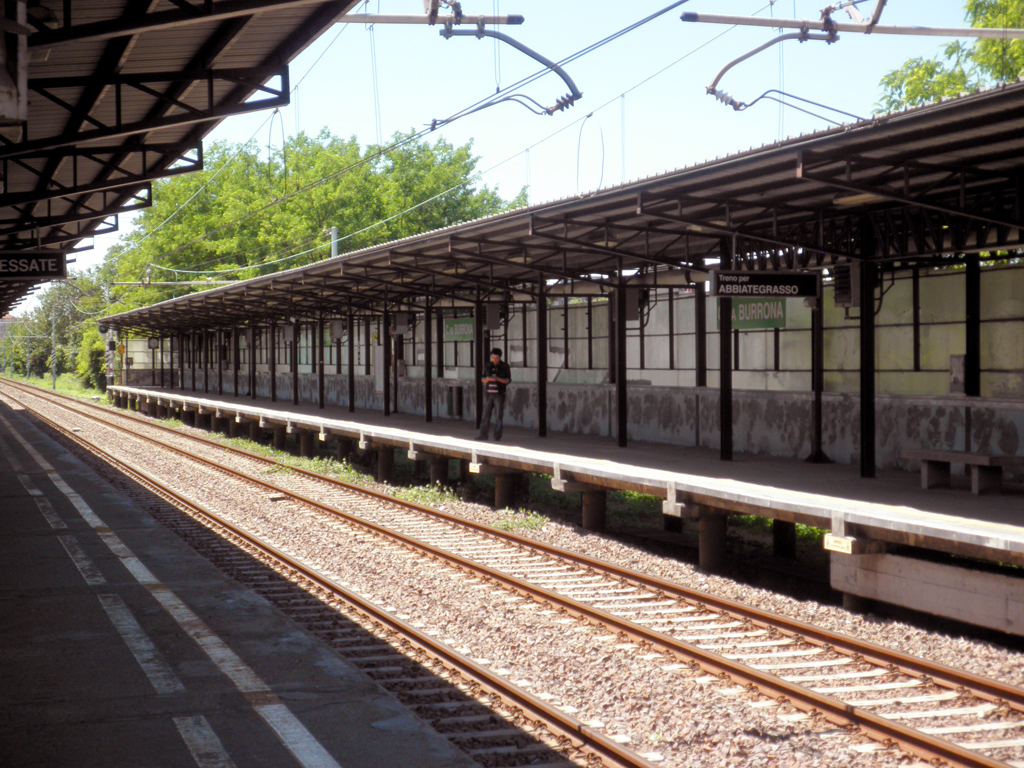
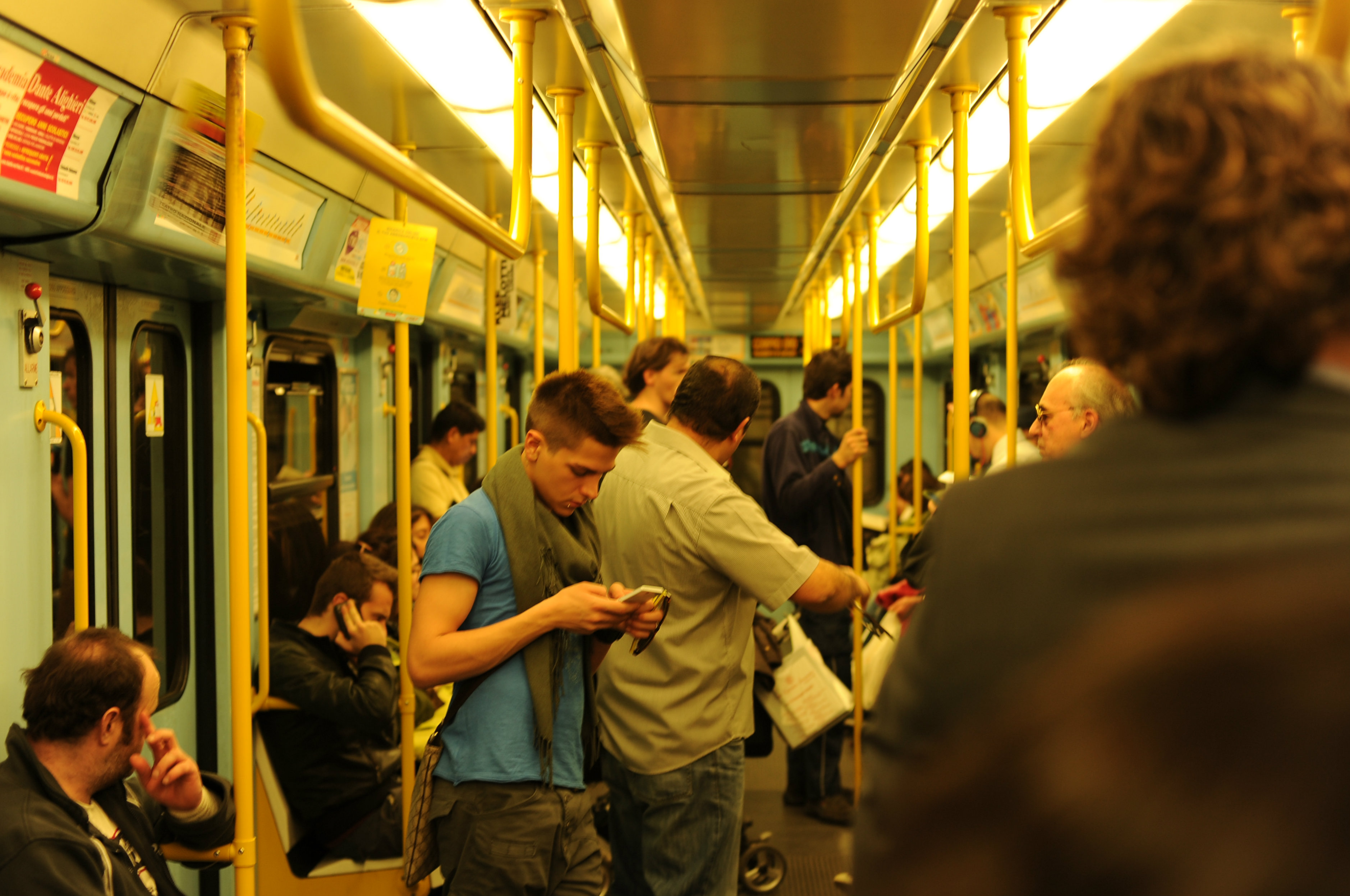
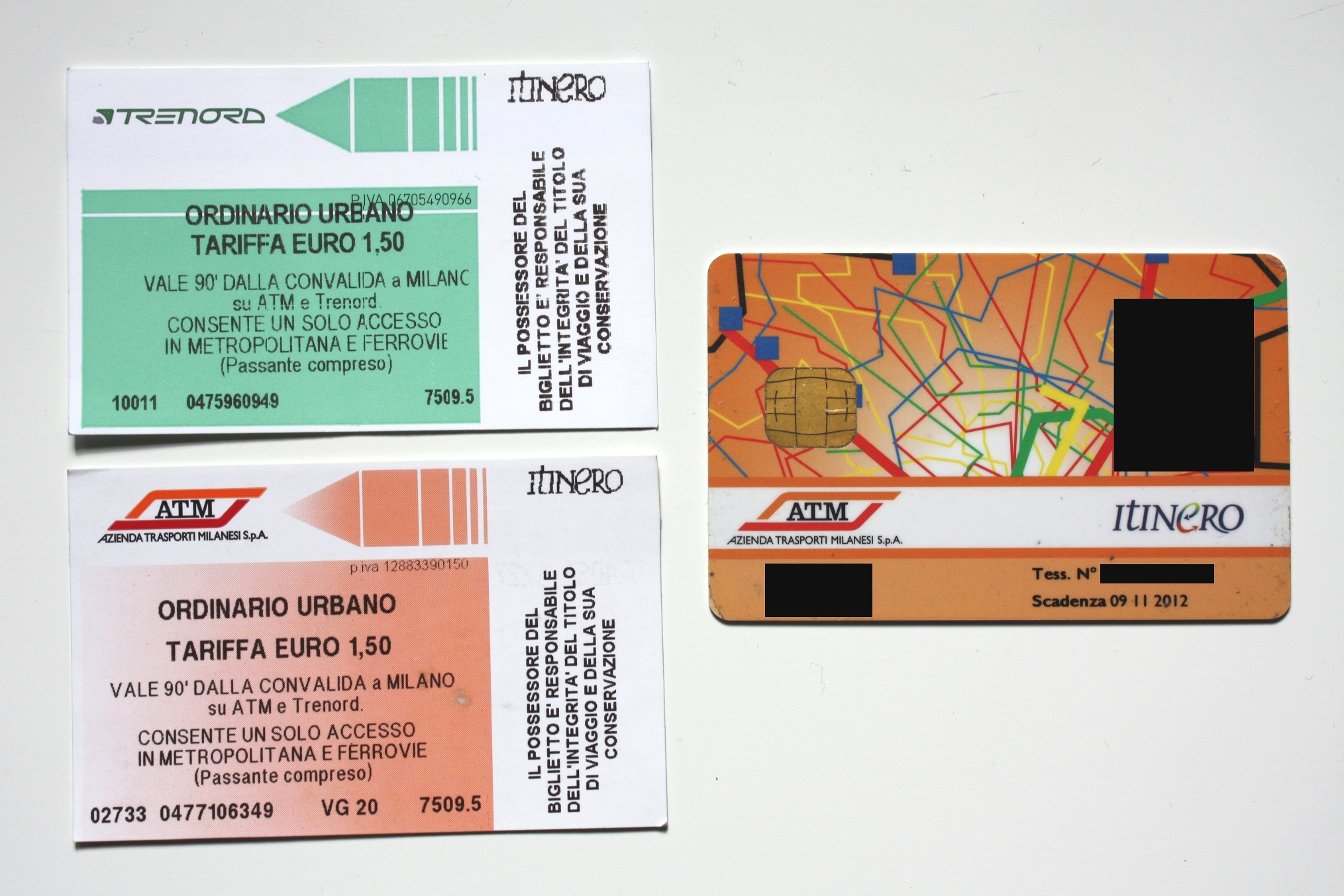